# Bråtan (naturreservat)
Bråtan är ett naturreservat i Kramfors kommun i Västernorrlands län.
Området är naturskyddat sedan 2014 och är 70 hektar stort. Reservatet ligger vid kusten på en sydostsluttning av berget Bråtan och består av äldre granskog med stort inslag av lövträd, samt hällmarksartade partier med gles tallskog.